# Benvenuto Cellini (film, 1908)
Pour les articles homonymes, voir Benvenuto Cellini (homonymie).
Pour plus de détails, voir Fiche technique et Distribution.
Benvenuto Cellini est un film français muet de court métrage réalisé par Camille de Morlhon et Albert Capellani, sorti en 1908.

## Fiche technique
- Réalisation : Camille de Morlhon et Albert Capellani
- Scénario : Camille de Morlhon
- Production et distribution : Pathé Frères

## Distribution
- Constant Rémy
- René Alexandre
- Germaine Reuver : la duchesse, le modèle mystérieux de Cellini